# Заречная (Краснокамский район)
Заречная — деревня в составе Краснокамского городского округа в Пермском крае.

## Географическое положение
Деревня расположена на правом берегу реки Сюзьва на расстоянии примерно 11 километров на юго-запад от города Краснокамск.

## Климат
Климат умеренно - континентальный. Наиболее теплым месяцем является июль, средняя месячная температура которого 17,4 ÷18,2°С, а самым холодным январь со среднемесячной температурой - 15,3 ÷-14,7°С. Среднегодовая температура 0,80С÷1,10 С. Продолжительность безморозного периода 110 дней. Снежный покров удерживается 170-180 дней.

## История
Известна с 1782 г. как деревня Потоскуева. Переименована в 1964 году. До 2018 года входила в Майское сельское поселение Краснокамского района. После упразднения обоих муниципальных образований стала рядовым населенным пунктом Краснокамского городского округа. Представляет собой типичную дачную деревню, хозяева домов которой прописаны в Краснокамске и Перми. 

## Население
Постоянное население составляло 0 человек в 2002 году,  3 человека в 2010 году.   